# Claudio Chavarría
Claudio Patricio Chavarría Pantoja (Temuco, Chile; 19 de enero de 1980) es un exfutbolista profesional chileno de gran trayectoria y experiencia que jugaba en la posición de mediocampista. Desde 2011 se encuentra retirado, su último club fue el Olimpia de Paraguay.

## Clubes
| Club                  | País      | Año       |
| --------------------- | --------- | --------- |
| Universidad Católica  | Chile     | 1993-1998 |
| Borussia Dortmund II  | Alemania  | 1998-2000 |
| SV Straelen           | Alemania  | 2001      |
| Deportes Puerto Montt | Chile     | 2001      |
| Coquimbo Unido        | Chile     | 2002      |
| Broncos UNAH          | Honduras  | 2003      |
| Rangers               | Chile     | 2004      |
| Provincial Valencia   | Honduras  | 2005      |
| Deportes Temuco       | Chile     | 2005      |
| CD Heredia            | Guatemala | 2006      |
| Broncos UNAH          | Honduras  | 2006-2007 |
| Municipal Cañar       | Ecuador   | 2007-2008 |
| Alianza Atlético      | Perú      | 2008      |
| Sportivo Luqueño      | Paraguay  | 2009-2010 |
| Olimpia               | Paraguay  | 2010-2011 |

## Palmarés

### Campeonatos nacionales
| Título          | Equipo               | País  | Año  |
| --------------- | -------------------- | ----- | ---- |
| Torneo Apertura | Universidad Católica | Chile | 1997 |

- Datos: Q5771899